# オホアラモ累層
オホアラモ累層は、中生代と新生代をまたぐ地層の一つ。ナーショイビト部層（カートランド累層の一部と考えられる場合もある）と呼ばれる地層下部からは多くの恐竜の化石が発見されており、その地質年代は白亜紀後期マーストリヒト期である。
オホアラモ累層は地質記録上のギャップに基づき二つのサブユニットに大別される。ナーショイビト部層下部は約6900万～6800万年前の地層で、白亜紀後期のマーストリヒト期の化石を保存しており、カートランド累層のデナジン部層（約7300万～6900万年前）の上に堆積している オホアラモ累層の全ての恐竜化石は恐らくこのユニットから産出したものである。
オホアラモ累層上部は主に約6600万～6400万年前の新生代暁新世前期の堆積物である 。何人かの研究者は、この新生代の部層に複数の非鳥類型恐竜化石が見られると主張している。それは知られている限り、白亜紀末の大量絶滅後に生存し続けた非鳥類型恐竜の唯一の報告例である。しかし大部分の科学者は、それらが実際は白亜紀のナーショイビト部層であるのに層序について誤認されたか、再堆積されたものと考えている。

## 生物相
以下は現在までに知られているナーショイビト部層の生物相である。
- トカゲ類
  - ペネテイウス
- 魚類
  - ミレダフス sp.
  - スクアティリナ sp.
  - cf. レピソステウス sp.
  -  ?硬骨魚類 indet.
- 両生類
  - 有尾類 indet.
- カメ類
  - アスピデレトイデス
  - コンプセミス
  - cf. ホプロケリス sp.
  - ネウランキルス
  - プラストメヌス
  - アドクス?
  - バシレミス?
- 獣脚類
  - ドロマエオサウルス類 sp.
  - オジョラプトルサウルス・ボエレイ[5]
  - オルニトミムス類 indet.
  - リカルドエステシア sp.
  - トロオドン類 indet.
  - ティラノサウルス類 indet.
  - aff. ティラノサウルス・レックス
  - アラモティランヌス・ブリンクマニ? 2016年の新聞に記事が掲載されたが、学術論文は発表されていない[6]。
- 竜脚形類
  - アラモサウルス・サンジュアネンシス
- 曲竜類
  - グリプトドントペルタ・ミムス
  - アンキロサウルス類 indet.
- ハドロサウルス類
  - サウロロフス類 indet.
  - aff. エドモントサウルス・アンネクテンス
  - aff. クリトサウルス・ナヴァジョヴィウス
  - ランベオサウルス類 indet. ヒパクロサウルス・アルティスピヌスに似ている。[7]
- ケラトプス類
  - オジョケラトプス・フォウレリ
  - トロサウルス・ユタヘンシス
  - aff. エオトリケラトプス・ゼリンスラリス
- 翼竜類
  - ケツァルコアトルス・ノルトロピ
- 哺乳類
  - cf. アルファドン・マルシ
  - アルファドン類 indet.
  - エッソノドン・ブロウニ
  - cf. グラスビウス sp.
  - メソドマ・フォルモサ
  - cf. メニスコエッスス sp.
  - 多丘歯類 indet.
  - cf. ペディオミス類 indet.